# TV Setorial
TV Setorial é uma emissora de televisão educativa brasileira com sede em Pindamonhangaba, SP. Pertence à Rede Novo Tempo, grupo de comunicação da Igreja Adventista do Sétimo Dia.

## História
A Fundação Setorial de Radiodifusão Educativa de Sons e Imagens (ou TV Setorial Vale do Paraíba) foi criada em 1990 com a entrada de seu pedido de concessão.
Em 1994, a fundação foi autorizada pelo Ministério das Comunicações para operar em TV aberta, através do canal 15 UHF. A emissora foi inaugurada oficialmente em 29 de novembro de 1996, afiliada à TVE Brasil e TV Cultura.
A TV Setorial recebeu em 4 de abril de 2002 sua concessão de outorga, podendo assim transmitir programas locais 24 horas por dia.
Em 12 de abril de 2006, a TV Setorial tornou-se parte da Rede Novo Tempo de Comunicação, cuja sede administrativa está localizada em Jacaré, São Paulo. Em abril de 2007, foi reinaugurada a programação regional da emissora, com a entrada no ar do "Jornal Daqui", com trinta minutos de informação regional. Primeira edição às 19:30 e segunda edição às 23h.
A última edição do Jornal Daqui foi ao ar no dia 28 de março de 2009, com o resumo semanal. No dia 29 de março, entrou no ar o NT Vale, com meia-hora de duração. Em 1º de dezembro de 2013 entrou no ar o portal de notícias da Fundação Setorial, moderno e atualizado.
Em maio de 2016 iniciou suas transmissões digitais em Pindamonhangaba no canal 30.

## Retransmissoras
- Apucarana, PR - 32 UHF digital (25.1 virtual)
- Assis Chateaubriand, PR - 17 UHF digital
- Campos do Jordão - 25 UHF digital (54.1 virtual)
- Cruzeiro do Oeste, Paraná - 15 UHF digital (26.1 virtual)
- Guaratinguetá - 25 UHF digital (56.1 virtual)
- Guaratuba, PR - 32 UHF digital
- Ivaí, PR - 15 UHF analógico
- Itapeva - 21 UHF digital
- Maringá, PR - 28 UHF digital (39.1 virtual)
- Santa Terezinha de Itaipu, PR - 38 UHF digital
- São José dos Campos - 30 UHF digital (15.1 virtual)
- Socorro - 25 UHF digital
- Toledo, PR - 18 UHF digital
- Uberlândia, MG - 14 UHF digital